# Juan Armando Benavídez
Juan Armando Benavídez Rodríguez (Tafí Viejo, Tucumán, 20 de septiembre de 1927-Málaga, 31 de julio de 2005) fue un futbolista argentino de la década de 1950.

## Carrera deportiva
Se inició en Atlético Tucumán, club de su provincia natal, y en 1946 fue vendido a Estudiantes de La Plata. Entre 1947 y 1950 jugó en el club de Rosario Newell's Old Boys. Pero donde más destacó fue en San Lorenzo de Almagro, donde jugó entre 1951 y 1955. En total disputó 131 partidos y marcó 69 goles. Fue el máximo goleador del campeonato argentino en 1953 con 22 goles. Durante esta etapa jugó un partido internacional con la selección argentina, en 1951.
El 1955 fue contratado por el Atlético de Madrid, club que lo presentó ante la afición como el nuevo Di Stefano. Fue presentado en un partido ante el Botafogo brasileño, donde jugaban hombres como Didí, Juvenal, Danilo, Nilton Santos y un joven Garrincha. El partido se disputó el 19 de mayo de 1955. Benavídez, bajo de forma, hizo un mal partido y fue sustituido al descanso, ante las críticas del público. Benavídez devolvió el dinero cobrado y regresó a Buenos Aires. Finalmente fichó por el RCD Español, donde a pesar de ser veterano, 28 años, jugó durante tres temporadas a un buen nivel. Los dos años siguientes los jugó en el Granada CF, donde jugó la final de Copa en 1959, y los últimos los jugó en el CD Málaga, donde se retiró del fútbol.

## Clubes
- Atlético Tucumán (1942-1946)
- Estudiantes de la Plata (1946)
- Newell's Old Boys (1947-1950)
- San Lorenzo de Almagro (1951-1955)
- RCD Espanyol (1955-1958)
- Granada CF (1958-1960)
- CD Málaga (1960-1962)